# Simulium veltistshevi
Simulium veltistshevi är en tvåvingeart som beskrevs av Rubtsov 1940. Simulium veltistshevi ingår i släktet Simulium och familjen knott. Inga underarter finns listade i Catalogue of Life.